# بورسيرة رمادية
بورسيرة رمادية (الاسم العلمي:Bursera cinerea) هي نوع من النباتات تتبع جنس البورسيرة من الفصيلة البخورية.